# Athīr al-Dīn al-Abharī
Athir al-Din al-Abhari (persisch اثیرالدین ابهری Asir od-Din Abhari, * wahrscheinlich in Mossul; † möglicherweise 1265 in Schabestar) war ein Astronom, Mathematiker, Logiker und Philosoph.
Manchmal wird er auch Athir al-Din al Munadschim genannt, der Astrologe. Der gelegentliche Zusatz al-Samarquandi deutet darauf, dass seine Vorfahren aus Samarkand stammten, der Zusatz al-Abhari, dass er aus dem Stamm der Abhar stammt. Über seinen Geburtsort gibt es verschiedene Ansichten, wahrscheinlich kam er aus Mossul.
Nach dem Historiker Ibn Challikan, einem Schüler von al-Abhari, war er Schüler von Kamal al-Din ibn Yunus (gestorben 1242) und war Assistent in der Badriyya-Schule in Mossul. Nach anderen Angaben war er Schüler des Theologen Fachr ad-Din ar-Razi (gestorben 1210), lehrte 1248 in der Scharafiya-Schule in Bagdad, reiste in den Iran, lebte in Sivas in Anatolien und starb gelähmt in Aserbaidschan.
Er stand in Verbindung mit bedeutenden Gelehrten, darunter den Astronomen Nasīr ad-Dīn at-Tūsī und al-Qazwīnī. Er schrieb ein Lehrbuch der Astronomie (Risaya fil al-hay'a) und einen Abriss (Epitome) der Astronomie (Muchtasar fil al-hay'a), basierend auf Werken von Kuschjar ibn Labban und Dschabir ibn Aflah. Von ihm stammt eine Abhandlung über das Astrolab und Kommentare zu älteren astronomischen Handbüchern mit Tafeln (Zidsche).
Unter seinen mathematischen Werken ist eine Korrektur (Islah) von Euklid mit einem Beweisversuch des Parallelenpostulats. Das Werk wurde von Schams ad-Dīn as-Samarqandī kritisiert.